# رین (روستا)
ریئن (به هلندی: Rien) یک منطقهٔ مسکونی در هلند است که در لیتنسرادیل واقع شده‌است. ریئن ۱۱۰ نفر جمعیت دارد.